# Granzay-Gript

Granzay-Gript este o comună în departamentul Deux-Sèvres, Franța. În 2009 avea o populație de 878 de locuitori.